# Stanisław Aleksandrowicz (zm. 1662)
Stanisław Aleksandrowicz herbu własnego (poległ w 1662 roku pod Miednikami) – rotmistrz chorągwi pancernej, rotmistrz królewski.
Brał udział w wojnach z Tatarami, Szwecją i kozakami.